# Nicolas Le Mercier
Pour les articles homonymes, voir Le Mercier.
Nicolas Le Mercier est un architecte français né à Pontoise en 1541 et décédé en 1637.
Maître-maçon, il collabora avec son père, Pierre Le Mercier, aux chantiers des églises Notre-Dame et Saint-Maclou à Pontoise.
C'est le père de l'architecte Jacques Lemercier (1585-1654).